# Mary Victoria Hamilton
Lady Mary Victoria Douglas-Hamilton, ou simplement Lady Mary Victoria Hamilton, née le 11 décembre 1850 à Hamilton en Écosse et morte le 14 mai 1922 à Budapest, est la fille de William Hamilton, 11e duc de Hamilton et 8e duc de Brandon (1811-1863) et de la princesse Marie-Amélie de Bade (1817-1888), fille du grand-duc Charles II de Bade et de Stéphanie de Beauharnais.

## Biographie
En 1853, sa mère se convertit au catholicisme (la religion de Stéphanie de Beauharnais), à l'instar de ses tantes maternelles, les princesses Louise de Vasa et Joséphine de Hohenzollern-Sigmaringen, et de sa cousine, la reine Carola de Saxe, et la fait également baptiser, alors qu'elle est âgée de deux ans et demi, avec l'aval de son père, le duc de Hamilton.
Elle épouse le 21 septembre 1869, au château de Marchais, le prince héréditaire Albert Ier de Monaco (1848-1922). Le mariage est arrangé selon le souhait de la maison princière monégasque, la mère et la grand-mère du prince ayant en effet depuis longtemps l'ambition de le marier à un membre de la maison royale britannique . La reine Victoria refusant une union entre Albert et l'un des membres les plus proches de sa famille, Lady Mary est suggérée comme remplaçante appropriée . Mais le mariage n’est pas heureux et bien qu'elle soit enceinte, la princesse quitte Monaco et son mari cinq mois plus tard pour rejoindre sa famille. Le 12 juillet 1870, elle met au monde un fils à Baden-Baden :
- Louis Honoré Charles Antoine Grimaldi, futur prince Louis II de Monaco.

Le prince Albert ne connaîtra son fils que 10 ans plus tard[réf. nécessaire] au moment où le divorce et l’annulation religieuse sont prononcés. Ayant divorcé avant l'accession au trône d'Albert Ier en 1889, Mary Victoria ne devient pas princesse consort de Monaco.
Elle épouse en secondes noces, le 2 juin 1880 à Budapest, le comte hongrois (ensuite titré, le 21 juin 1911, prince) Tasziló II Festetics (en) de Tolna (1850-1933). Quatre enfants naissent de cette union :
- Mária Matild Georgina Festetics (1881-1953), épouse du prince Karl Emil von Fürstenberg,
- György Tasziló József Festetics (1882-1941), prince Festetics de Tolna (1933) à la mort de son père,
- Alexandra Olga Eugénia Festetics (1884-1963), épouse du prince Karl von Windisch-Graetz puis du prince Erwin de Hohenlohe-Waldenburg-Schillingsfürst,
- Karola Friderika Mária Festetics (1888-1951), épouse d'Oskar Gautsch Freiherr von Frankenthurn.

Durant ses quarante années de mariage avec le comte, puis prince, Lady Mary supervise l'agrandissement et la mise en valeur du palais Festetics, résidence principale de la famille, et de ses jardins, à Keszthely, dans l'ouest de la Hongrie. À de nombreuses reprises, le couple reçoit son frère, le duc d'Hamilton, et son grand ami, le prince de Galles. Le palais abrite encore des portraits de nombreux membres de sa famille, dont celui de son père en costume écossais. À l'extérieur du palais, de chaque côté de l'entrée principale, se trouvent les armoiries de Lady Mary et de son époux. La bibliothèque du palais abrite de nombreuses œuvres apportées par Lady Mary, provenant des collections de son père et de son frère au palais d'Hamilton.
Le parc du palais abrite le mausolée de la famille Festetics, où reposent Lady Mary et de son mari.